# 冼德芬家族
冼德芬家族，始興於1890年代，是戰前時期的香港歐亞混血兒家族，香港望族之一。冼德芬生父Stephen Prentis Hall。

## 家族特色
家族中之各種特色：
- 香港歐亞混血兒家族
- 以華人家族自居，家族籍貫跟隨母系的廣東寶安
- 與何啟東家族有兩段姻親關係：
  - 冼慶雲＝何世光
  - 冼慶祥＝何世焯
- 與蔡立志家族有一段姻親關係:
  - 何婉坤＝蔡永興
- 與陳啟明家族有一段姻親關係:
  - Cheong Sin＝Victoria Chan

## 興起方法
家族中各人之興起歷程：
- 冼德芬的興起歷程：先任職多間律師行，及後營商致富[1][2]
- 冼文炳的興起歷程：拔萃男書院畢業，香港知名建築師
- 張公勇冼德芬繼子,均益倉創辦人

## 家族成員
家族的家族成員：
- Stephen Prentis Hall＝黃氏[1][3]
  - 冼德芬
    - 冼慶雲（Flora Sin）＝何世光[1][2][4]
      - 何鴻恩（Bertram，大爺）＝Cheung Sze Tsarm
        - 何猷富
        - 何猷財

      - 何婉和（Mary，二姑娘）＝梁世華
      - 何鴻展（Ernest，三爺）＝May Ngan 、Diana Wong 、丁毓珠
        - 何猷剛＝ 陸雪娣
          - 何廣博
          - 何廣禮
          - 何雅琪

        - 何猷強
        - 何猷威
        - 何翠屏

      - 何鴻威（John，四爺）＝Leontine To 
        - 何猷倫

      - 何婉璋（Priscilla，五姑娘）＝謝德安（Andrew）
        - 謝天賜

      - 何婉文（Patricia，六姑娘）＝Julio Swing （離婚）
        - 孫鏡鴻（Diego Swing）
        - 孫鏡祺（Michael Swing）＝陳婉芳 （離婚）

      - 何鴻韜（Joseph，七爺，死於二戰, 早逝）
      - 何婉鴻（Nanette，八姑娘）＝馮啟德（死於二戰, 早逝） 
        - 馮紹漣

      - 何鴻燊（Stanley，九爺）＝黎婉華（Clementina Leitao，元配）、藍瓊纓（Lucina，妾侍）、陳婉珍（Ina，三姨太）、梁安琪（Angela，四姨太）
        - 何超英（Jane Francis，黎婉華所出）＝ 蕭百成（前夫）
          - 外孫女 蕭玟錚

        - 何猷光（Robert，黎婉華所出）＝Suki
          - 何家文
          - 何家華 = 丈夫 Michael
            - 蘇麗儀

        - 何超賢（Angela，黎婉華所出）＝ 丈夫 （Peter Kjaer）
          - Stanley Ho-Willers
          - 何家晴（Ariel Ho-Kjaer）

        - 何超雄（Deborah，黎婉華所出）
        - 何超瓊（Pansy，藍瓊纓所出）＝許晉亨（離婚）
        - 何超鳳（Daisy，藍瓊纓所出）＝何志堅
          - 何鍶珩
          - 何倩珩

        - 何超蕸（Maisy，藍瓊纓所出）
        - 何超儀（Josie，藍瓊纓所出）＝陳子聰
        - 何猷龍（Lawrence，藍瓊纓所出）＝羅秀茵
          - 何開梓

        - 何超雲（Florinda，陳婉珍所出）
        - 何超蓮（Laurinda，陳婉珍所出）
        - 何猷啟（Orlando，陳婉珍所出）
        - 何超盈（Sabrina，梁安琪所出）
        - 何猷亨（Arnaldo，梁安琪所出）
        - 何猷君（Mario，梁安琪所出）
        - 何超欣（Alice，梁安琪所出）

      - 何婉琪（Winnie，十姑娘）＝麥志偉（離婚）、 杜紹能
        - 麥慧貞（麥志偉所出）
        - 麥家興（麥志偉所出）
        - 麥舜銘（更名何東舜銘，與何鴻章私生）＝陳復生（離婚）
        - 麥慧玉（與何鴻章私生）

      - 何婉婉（Susie，十一姑娘）＝葉德利
      - 何鴻端（早逝，十二爺）
      - 何婉穎（Louise，十三姑娘）＝Keith Mok

    - 冼慶祥（Florence Sin）＝何世焯
      - 何婉衍（Helen）
      - 何婉坤（Kathleen）＝蔡永興[5]
        - 蔡顯芬＝Judy Evans
        - 蔡顯薇

      - 何婉元（Yvonne）＝甘銘
        - 甘澤釗＝Susie Taylor

      - 何婉基（Elaine）
      - 何鴻志（Charles）（早夭）
      - 何婉綿（Mamie）＝Kenneth Mcnaught

    - Cheong Sin＝Victoria Chan
    - Chui Sin
    - Laura Sinn
    - 冼文廉（James Malcolm SIN Man Lim Hall）＝Annie
    - Ruby Alexandra Hall
    - 冼文彬（Alfred Edward Hall＝施瓊芳（Ellen née Zimmern）
      - 冼祝雯（Victoria Sinn）

    - 冼文炳（George Albert Victor Hall）
    - Rosie Hall

## 註腳
1. 1 2 3  丁新豹. . 香港: 三聯書店(香港)有限公司. 2014年1月.
2. 1 2  鄭宏泰、黃紹倫. . 香港: 中華書局(香港)有限公司. 2014年1月.
3. ↑  鄭宏泰、黃紹倫. . 香港: 三聯書店(香港)有限公司. 2010年8月.
4. ↑  鄭宏泰、黃紹倫. . 香港: 三聯書店(香港)有限公司. 2007年7月.
5. ↑  梁雄姬. . 香港: 三聯書店(香港)有限公司. 2013年3月.